# Dagmar Lhotová
Dagmar Lhotová (22. července 1929 Plzeň – 17. února 2021 Kytín) byla česká spisovatelka, redaktorka časopisů pro děti a mládež.

## Život
Dagmar Lhotová se narodila do rodiny středoškolského profesora, architekta a divadelního výtvarníka Karla Lhoty, její matkou byla česká filmová a divadelní herečka Marie Brožová, později vystupující pod jménem Lhotová.
Dagmar Lhotová vystudovala Pedagogickou fakultu Univerzity Karlovy a hned po studiu nastoupila jako redaktorka v Státním nakladatelství dětské knihy, působila později v Mladé frontě a Mateřídoušce. V období normalizace mohla psát knížky pro děti, někdy ve spolupráci s manželem Zdeňkem Karlem Slabým. Získala různé nakladatelské ceny, ale i Zlatou stuhu, cenu Muriel a na svém kontě má i tvůrčí prémii Českého literárního fondu.
Spolu se svým manželem je autorkou postavy kocoura Vavřince.
Užívala i jméno Dagmar Lhotová-Slabá.